# Terremoto y tsunami de Japón de 2011
El terremoto y maremoto de Japón de 2011 (denominado oficialmente por la Agencia Meteorológica de Japón como el terremoto de la costa del Pacífico en la región de Tōhoku de 2011) (東北地方太平洋沖地震 Tōhoku Chihō Taiheiyō-oki Jishin?) (o gran terremoto de Japón oriental (東日本大震災 Higashi-Nihon Dai-shinsai), fue un terremoto de magnitud Mw = 9,1,(que creó olas de maremoto de hasta 40,5 m) que ocurrió a las 14:46:23, hora local (UTC+9), del viernes, 11 de marzo de 2011. El epicentro del terremoto se ubicó en el mar, frente a la costa de Honshu, 130 km al este de Sendai, en la prefectura de Miyagi, Japón, a una profundidad de 29.9 km. 
El terremoto duró aproximadamente seis minutos, según los sismólogos. El USGS explicó que el terremoto ocurrió a causa de un desplazamiento en proximidades de la zona de la interfase entre placas de subducción entre la placa del Pacífico y la placa Norteamericana. En la latitud en que ocurrió este terremoto, la placa del Pacífico se desplaza en sentido oeste con respecto a la placa Norteamericana a una velocidad de 83 mm/año. La placa del Pacífico se introduce debajo de Japón en la fosa de Japón, y se hunde en sentido oeste debajo de Asia.
Fue el terremoto más potente sufrido en Japón hasta la fecha, así como el cuarto más potente del mundo de los últimos quinientos años medidos o calculados con técnicas modernas. Desde 1973, la zona de subducción de la fosa de Japón ha experimentado nueve eventos sísmicos de magnitud 7 o superior. El mayor fue un terremoto ocurrido en diciembre de 1994 que tuvo una magnitud de 7,8 con epicentro a unos 250 km más al norte. El evento del 11 de marzo de 2011 causó 15 899 muertos, 2556 desaparecidos y unos 6152 heridos. 
Horas después del terremoto y su posterior tsunami, el volcán Karangetang en las islas Célebes (Indonesia) entró en erupción. La NASA, con ayuda de imágenes satelitales ha podido comprobar que el sismo pudo haber desplazado la isla de Honshu aproximadamente 2,4 m al este, y alteró el eje terrestre en aproximadamente 10 cm. La violencia del terremoto acortó la duración de los días en 1,8 ms, según los estudios realizados por los JPL de la NASA.
El tsunami causó el accidente nuclear de Fukushima I, principalmente las fusiones de tres de sus reactores, la descarga de agua radiactiva en Fukushima y las zonas de evacuación asociadas que afectaron a cientos de miles de residentes. Muchos generadores eléctricos se quedaron sin combustible. La pérdida de energía eléctrica detuvo los sistemas de refrigeración, lo que provocó la acumulación de calor. La acumulación de calor causó la generación de gas hidrógeno. Sin ventilación, el gas se acumuló dentro de la sala de reabastecimiento superior y finalmente explotó, lo que provocó que los paneles de explosión de la sala de reabastecimiento fueran expulsados con fuerza de la estructura. Los residentes dentro de un radio de 20 km de la central nuclear de Fukushima Daiichi y un radio de 10 km de la central nuclear de Fukushima Daini fueron evacuados.
Las primeras estimaciones situaron las pérdidas aseguradas solo por el terremoto entre 14.500 y 34.600 millones de dólares estadounidenses. El Banco de Japón ofreció 15 billones de yenes (183.000 millones de dólares estadounidenses) al sistema bancario el 14 de marzo de 2011 en un esfuerzo por normalizar las condiciones del mercado. Los daños económicos estimados ascendieron a más de 300.000 millones de dólares estadounidenses, lo que lo convirtió en el desastre natural más costoso de la historia. Según un estudio de 2020, «el terremoto y sus secuelas provocaron una disminución de 0,47 puntos porcentuales en el crecimiento del PIB real de Japón durante el año posterior al desastre».

## Terremotos y réplicas

Mapa explicativo del terremoto.

El terremoto principal fue posterior a una larga serie de terremotos previos, que comenzaron con un temblor de 7,2 MW el día 9 de marzo de 2011, aproximadamente a 40 kilómetros de distancia de donde se produjo el terremoto del 11 de marzo, y seguido de otros tres el mismo día de la catástrofe que excedieron los 6 MW de magnitud. Un minuto antes del terremoto principal, el Sistema de Alerta de Terremotos, conectado a cerca de 1000 sismógrafos en Japón, envió una serie de avisos a los diferentes medios de comunicación japoneses alertando del peligro inminente. Se cree que gracias a estas alertas se pudieron salvar una gran cantidad de personas, evitando un desastre aún peor como el del terremoto y tsunami del océano Índico de 2004, en el que murieron en torno a 250.000 personas.
El epicentro del terremoto se localizó en el océano Pacífico, a 130 kilómetros al este de Sendai, y a 373 de la capital, Tokio, ambas en la isla de Honshu. Tras este evento principal, de las 14:46 horas, ocurrieron otros sismos: de magnitud 7,4 a las 15:06; de 7,9 a las 15:15; y de 7,7 a las 15:26 horas. Luego del terremoto inicial se registraron más de cien réplicas con magnitudes superiores a 4,5.
En un principio el USGS informó que la magnitud había sido 7,9, pero rápidamente la modificó a 8,8, luego a 8,9 y posteriormente a una entre 9,0 y 9,2.
Este terremoto se produjo en la fosa de Japón, donde la placa del Pacífico subduce bajo la placa de Ojotsk. Un terremoto de esta magnitud por lo general tiene un frente de ruptura de al menos 480 kilómetros y requiere de una línea de falla relativamente recta. Debido a que el límite entre placas y la zona de subducción en esta región no es tan recta, se esperaba que los terremotos de esta región tuvieran magnitudes de entre 8 y 8,5; por ello, la gran magnitud de este terremoto fue una sorpresa para muchos sismólogos. La región hipocéntrica de este terremoto se extiende desde la costa de Iwate hasta las prefecturas fuera de la costa de Ibaraki.

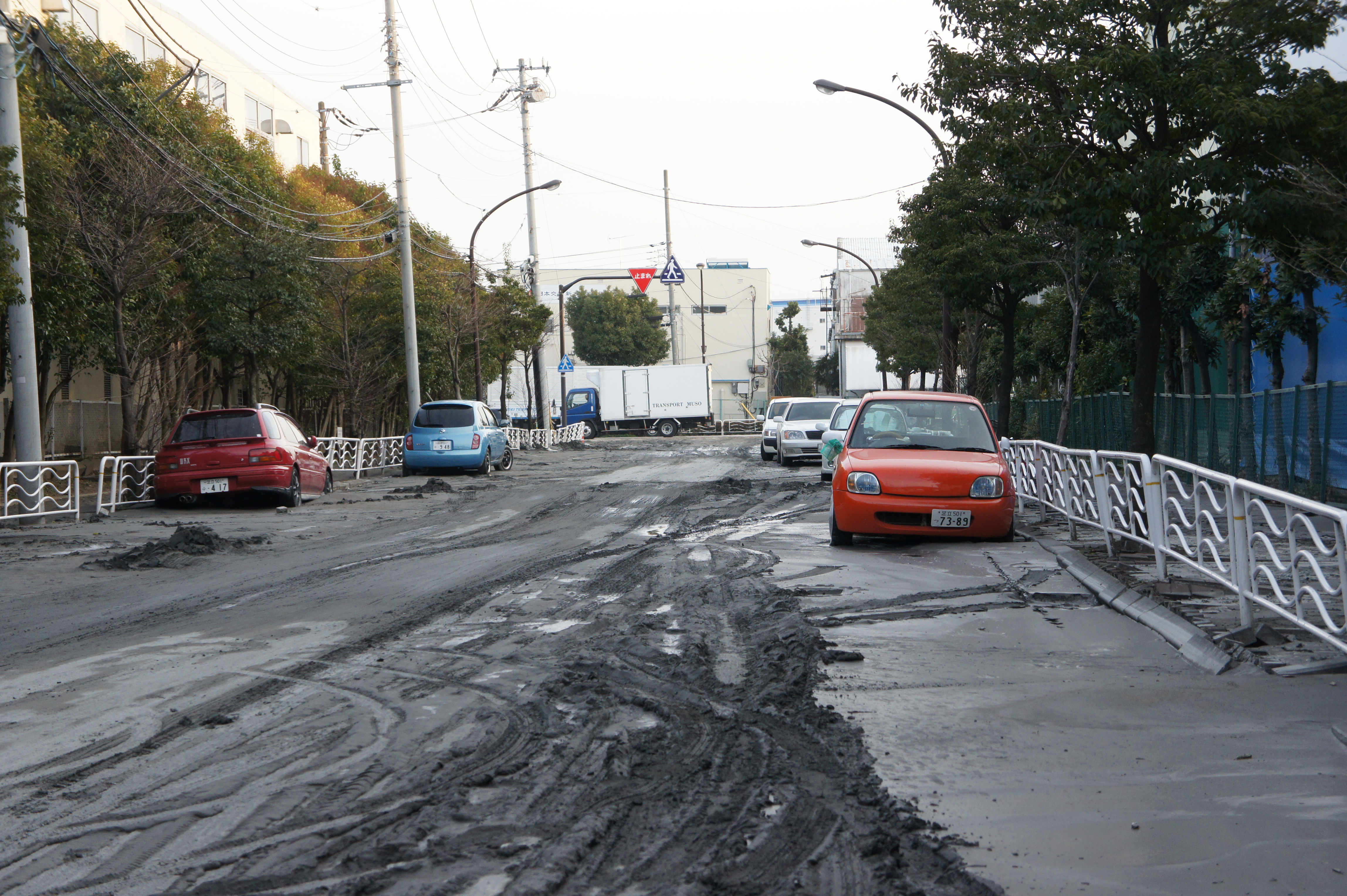
Licuefacción de suelo, uno de los efectos dejado por el fuerte terremoto.

La Agencia Meteorológica de Japón declaró que este terremoto puede haber generado una ruptura en la falla desde Iwate a Ibaraki, de una longitud de 400 kilómetros y un ancho de 200 kilómetros. Se ha señalado que puede haber tenido el mismo mecanismo que el de otro gran terremoto ocurrido en el año 869, que también causó un tsunami de gran tamaño.
El terremoto ha registrado un máximo de 7 en la Escala Sísmica Japonesa en Kurihara, en la prefectura de Miyagi. Otras tres prefecturas más (Ibaraki, Fukushima y Tochigi) han alcanzado la escala 6. Estaciones sísmicas en Iwate, Gunma, Saitama y Chiba han medido temblores por debajo de 6, mientras que en Tokio se ha alcanzado hasta 5.
Un oficial de la ciudad más dañada, Kurihara en la prefectura de Miyagi, respondió en una entrevista telefónica para la Agence France-Presse:

Fuimos sacudidos tan fuertemente que tuvimos que sujetarnos para no caer. No podíamos escapar de los edificios inmediatamente porque los temblores no paraban... La policía ahora está en la calle, recogiendo información del daño.

### Energía
El terremoto liberó una cantidad de energía superficial calculada en 1,9 ± 0,5×1017 julios, que se disipó en forma de temblor y la energía que generó el tsunami; esa energía es casi el doble comparada con el terremoto de 9,1 del 2004 en el océano Índico. Si se hubiera aprovechado la energía superficial de este terremoto, se podría abastecer a una ciudad del tamaño de Los Ángeles durante todo un año. La energía total liberada, también conocido como el «momento sísmico» (M0), fue de más 200 000 veces la energía de superficie y fue calculada por el USGS en 3.9×1022 julios, ligeramente menor que el terremoto del 2004 en el océano Índico. Esto es equivalente a 9320 gigatoneladas de TNT, o aproximadamente 600 millones de veces la energía de la bomba nuclear de Hiroshima.

### Hundimiento del suelo

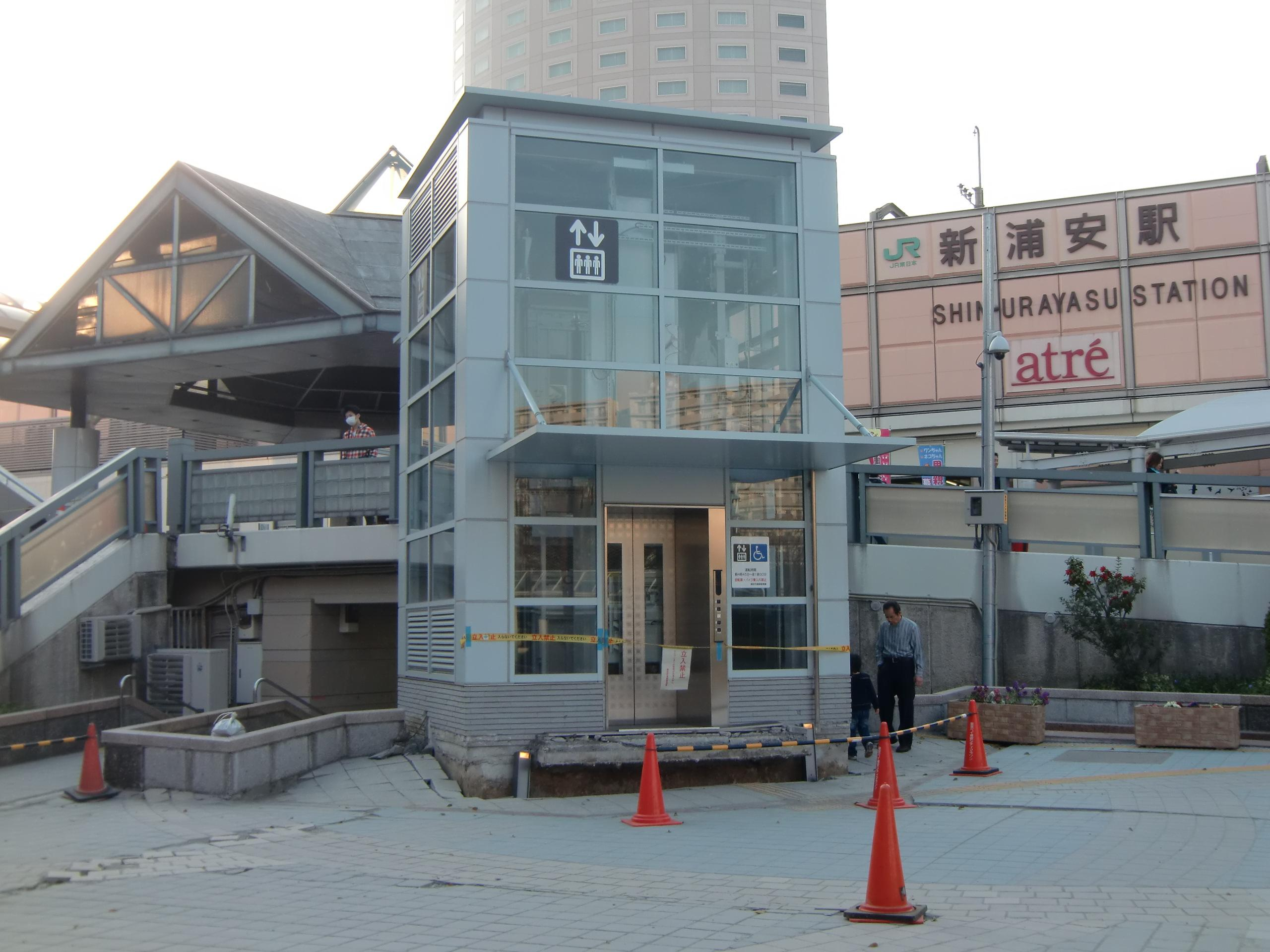
Hundimiento del suelo y licuefacción del suelo cerca de la estación de tren Shin-Urayasu.

Información de la Autoridad Geoespacial de Japón reportó una subsidencia del suelo en ocho de los vértices geodésicos medidos mediante GPS a partir de los valores previos al 14 de abril de 2011.
- Miyako, Iwate – 0,50 m
- Yamada, Iwate – 0,53 m
- Ōtsuchi, Iwate – 0.,35 m[32]
- Kamaishi, Iwate – 0,66 m
- Ōfunato, Iwate – 0,73 m
- Rikuzentakata, Iwate – 0,84 m
- Kesennuma, Miyagi – 0,74 m
- Minamisanriku, Miyagi – 0,69 m
- Península de Oshika, Miyagi – 1,2 m[32]
- Ishinomaki, Miyagi – 0,78 m
- Higashimatsushima, Miyagi – 0,43 m
- Iwanuma, Miyagi – 0,47 m
- Sōma, Fukushima – 0,29 m

Científicos dijeron que la subsidencia es permanente. Como resultado, las comunidades implicadas son ahora más susceptibles a inundaciones durante las mareas altas.

## Países afectados

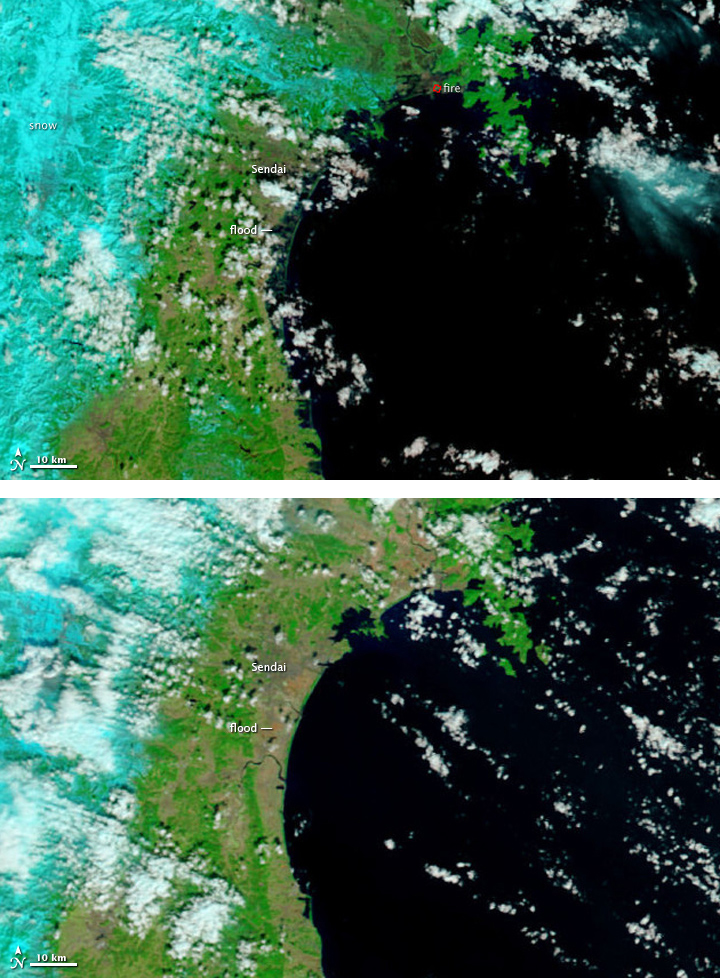
Imagen de satélite de la NASA. En la imagen superior, las inundaciones provocadas por el tsunami, tomada el 14 de marzo de 2011; en la imagen inferior, la línea costera de Sendai, tomada el 26 de febrero de 2011.

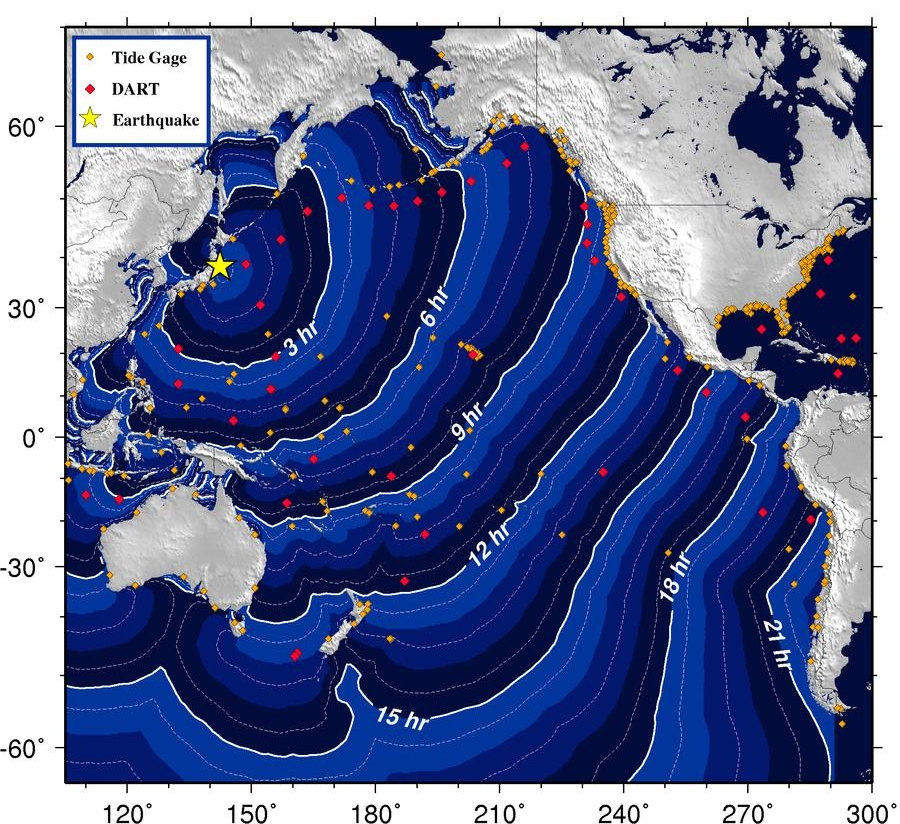
Tiempo estimado de llegada del tsunami a las costas de América.

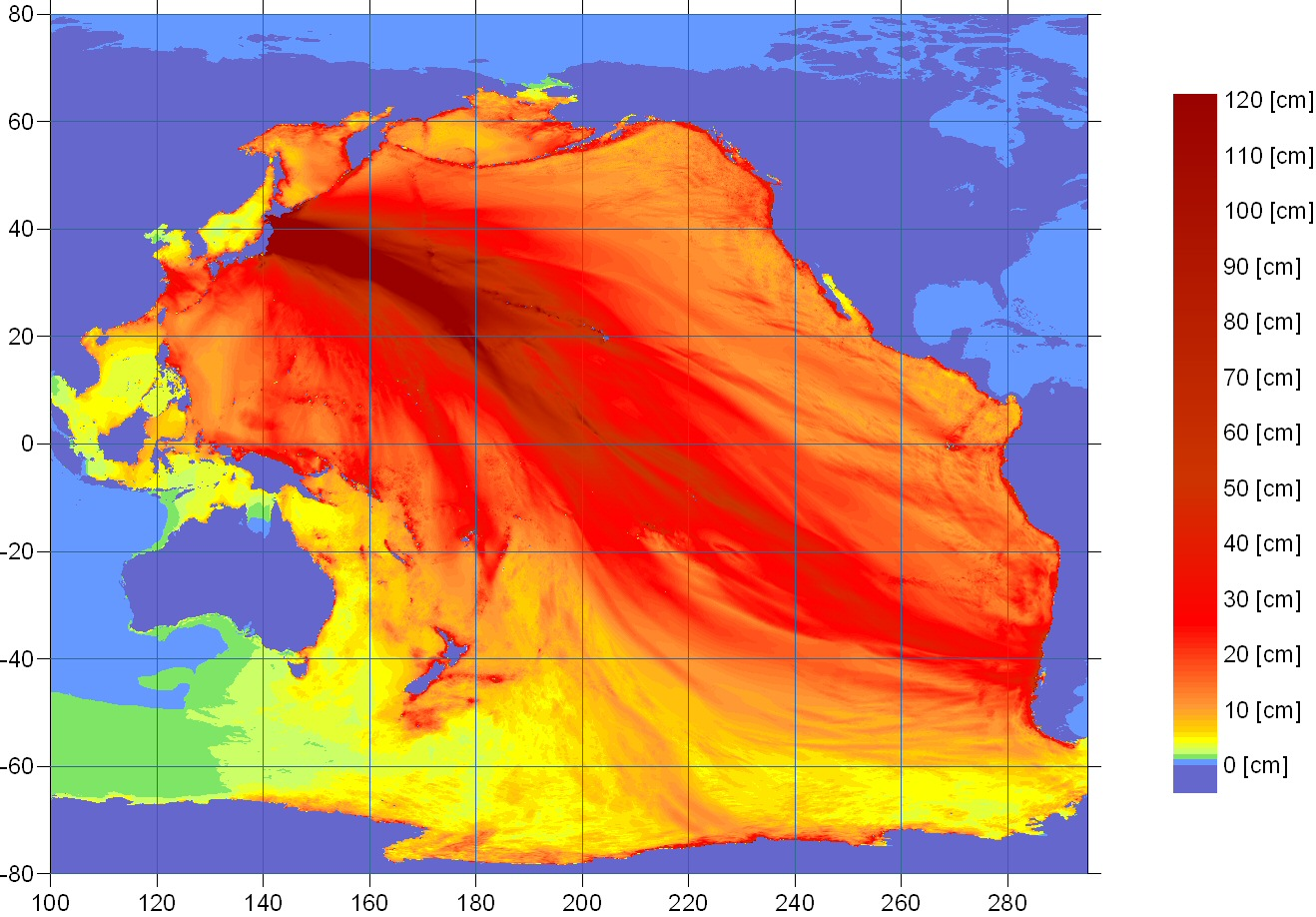
Pronóstico de distribución de la energía del maremoto producido por el terremoto de Sendai 2011 emitido por NOAA.

Tras el terremoto, se generó una alerta de tsunami para la costa pacífica de Hawái.  La alerta de tsunami emitida por Japón fue la más grave en su escala local de alerta, lo que implica que se esperaba una ola de 10 metros de altura. Finalmente una ola de 0,5 metros golpeó la costa norte de Japón. La agencia de noticias Kyodo informó que un tsunami de 4 metros de altura había golpeado la Prefectura de Iwate en Japón. Se observó una ola de 10 metros de altura en el aeropuerto de Sendai, en la Prefectura de Miyagi, que quedó inundado, con olas que barrieron coches y edificios a medida que se adentraban en tierra.
A las 21:28 horas (HAST), el Servicio Meteorológico Nacional de los Estados Unidos emitió una alerta de maremoto hasta las 07:00 horas del día siguiente para todo Hawái.
A las 23:33 horas (PST), el Servicio Meteorológico Nacional emitió un aviso de maremoto para la costa alaskeña desde la bahía de Chignik hasta la isla Attu, y vigilancia de maremoto para toda la costa pacífica de Canadá y Estados Unidos, desde la bahía de Chignik a la frontera de California con México.
Luego del paso del tsunami, en el estado de California en la costa oeste de EE. UU., se declaró estado de emergencia para los cuatro condados del norte afectados por el tsunami, cuyo impacto dejó numerosos destrozos en puertos y playas. El maremoto causó inundaciones en zonas costeras de Hawái, así como en puntos de los estados de Oregón y California. Uno de los lugares más afectados por el oleaje fue la localidad de Crescent City, situada en una bahía del condado de Del Norte conocida por ser vulnerable a los tsunamis. Su puerto quedó destruido por la marea y las embarcaciones sufrieron importantes daños, lo mismo que algunos edificios.
En Hawái los habitantes de las zonas fueron trasladados a lugares seguros en centros comunitarios y escuelas, al tiempo que los turistas en Waikiki fueron llevados a pisos altos de sus hoteles. En tanto, los caminos y las playas se vieron vacías cuando llegó el tsunami. La altura máxima de la ola del tsunami habría llegado a los 3 kilómetros tierra adentro.

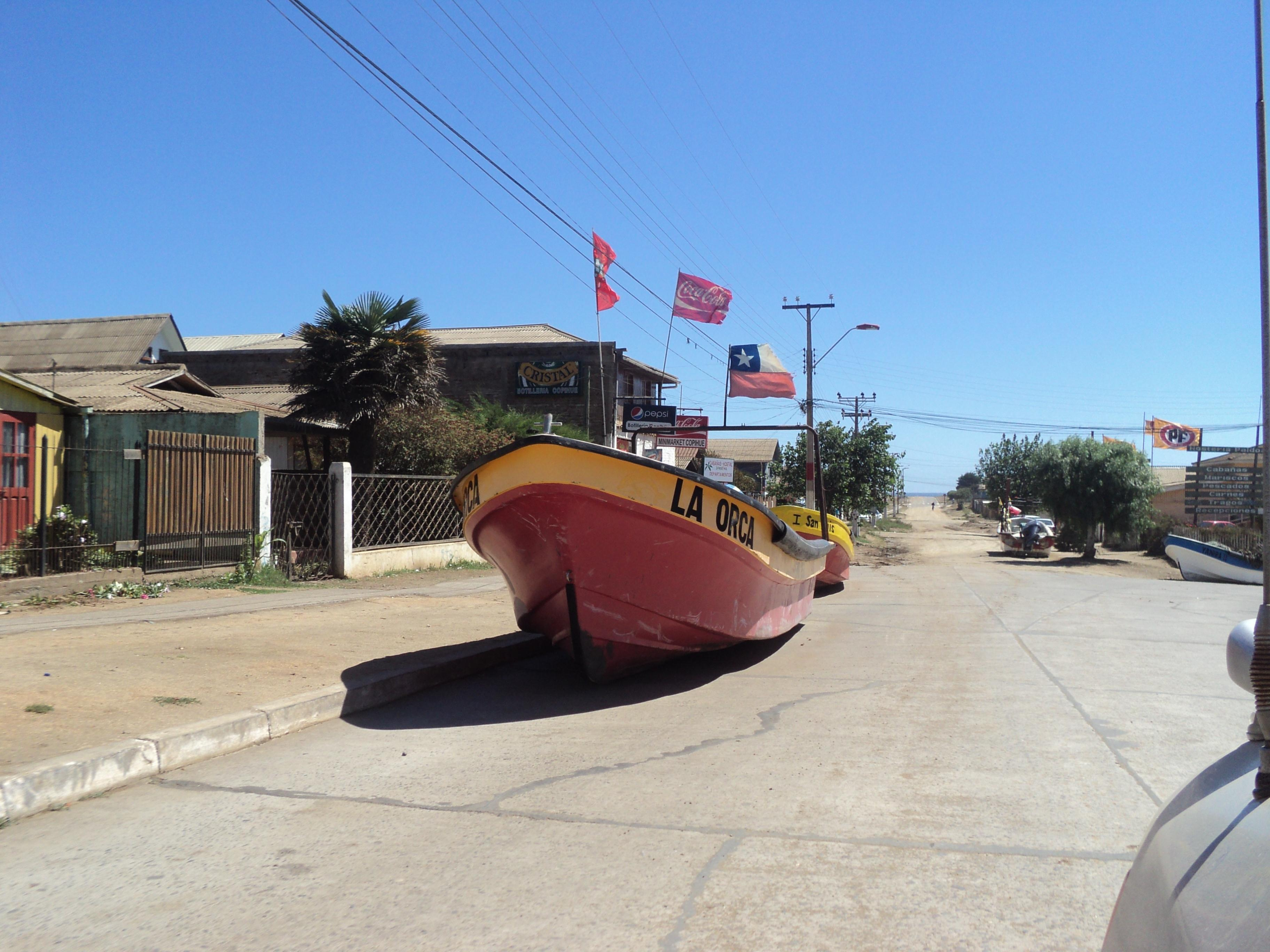
En Pichilemu Chile, todos los botes de pesca fueron trasladados a sectores más altos, al conocerse la alerta de tsunami.

Al final de la tarde de ese día viernes, algunos países centroamericanos como Panamá, Costa Rica, Guatemala, El Salvador y Honduras ya habían suspendido el aviso preventivo acerca del tsunami, después de que las autoridades constaran que el efecto del terremoto asiático se había limitado a unas casi imperceptibles olas en sus costas del Pacífico. Mientras tanto, en Nicaragua se suspendió la alerta a las 21.00 horas (03.00 GMT del día siguiente), después de que las olas también llegaran sin fuerza y no se registrara ninguna situación anormal. En Colombia, a pesar de no registrar cambios significativos en la costa, mantuvo la alerta en la costa Pacífica por gran parte del día 12 de marzo, debido a la posibilidad de que existiera un fuerte oleaje.
Las primeras olas que se registraron en Perú tuvieron entre 15 y 40 centímetros de altura, pese a lo cual las autoridades señalaron que mantendrían la vigilancia en previsión de que el siguiente oleaje pudiese ser más intenso. 
En la Pichilemu (Chile), fue una de las primeras localidades en ser alertadas y puestas alerta del maremoto, que con preocupación esperaron un escenario similar al observado en Hawái. Un tren de cinco olas de pequeña altitud (50 centímetros) fue detectado en la noche. A las 04:08 (hora local) cesó la alerta de tsunami en Rapa Nui.
En Chile, la localidad más perjudicada por el tsunami fue Puerto Viejo, en Caldera (Región de Atacama), donde hubo unas 280 casas afectadas, de las cuales 80 quedaron destruidas y otras 200 con daños de diversa consideración. A pesar de ello, no hubo víctimas.
Afortunadamente, no se registraron víctimas ni heridos, ya que el gobierno había dispuesto la evacuación de todas las personas que estuvieran en sectores inundables.

## Damnificados

El tsunami impactando en Miyako.

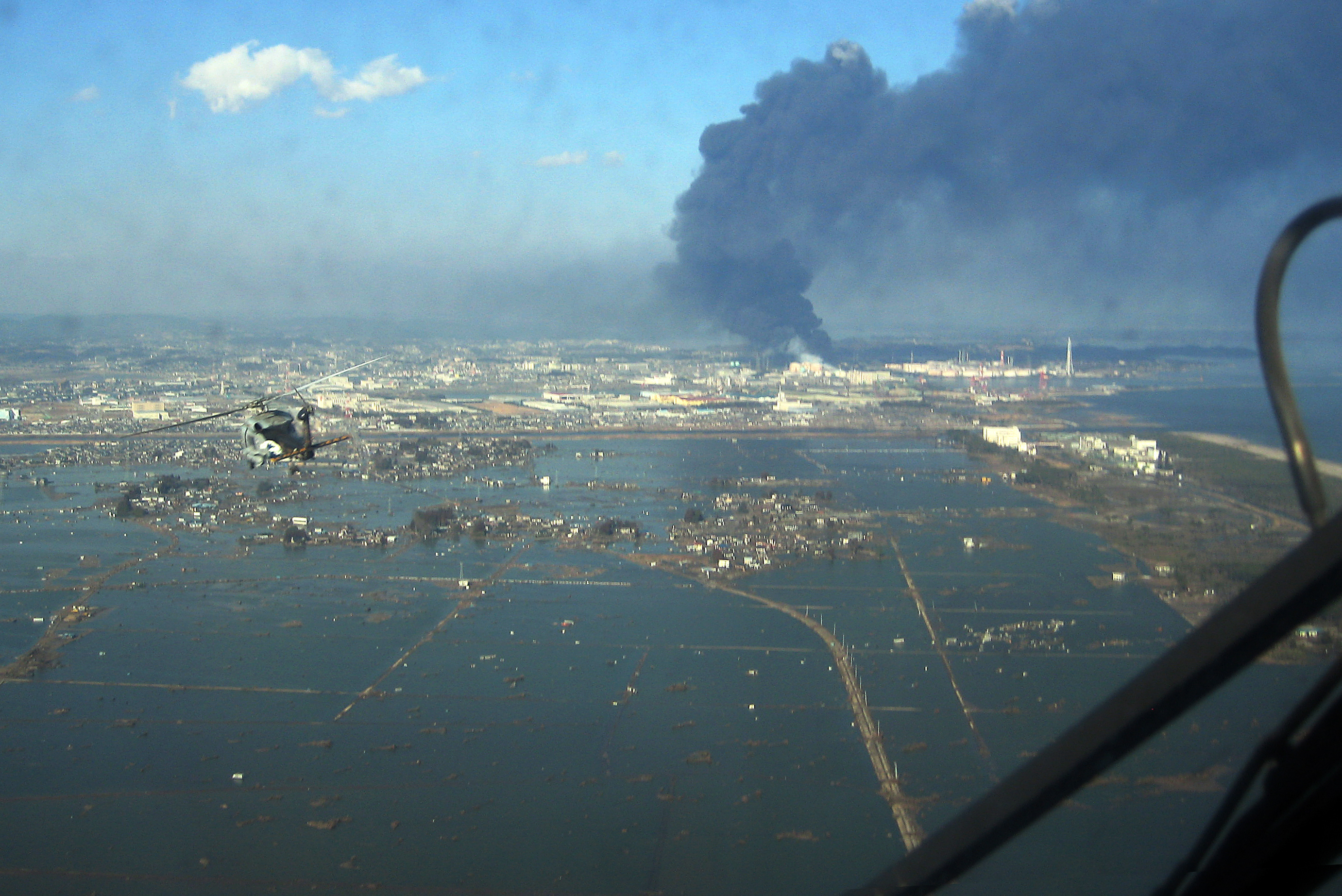
Vista de Sendai, inundada tras el terremoto y el posterior tsunami.

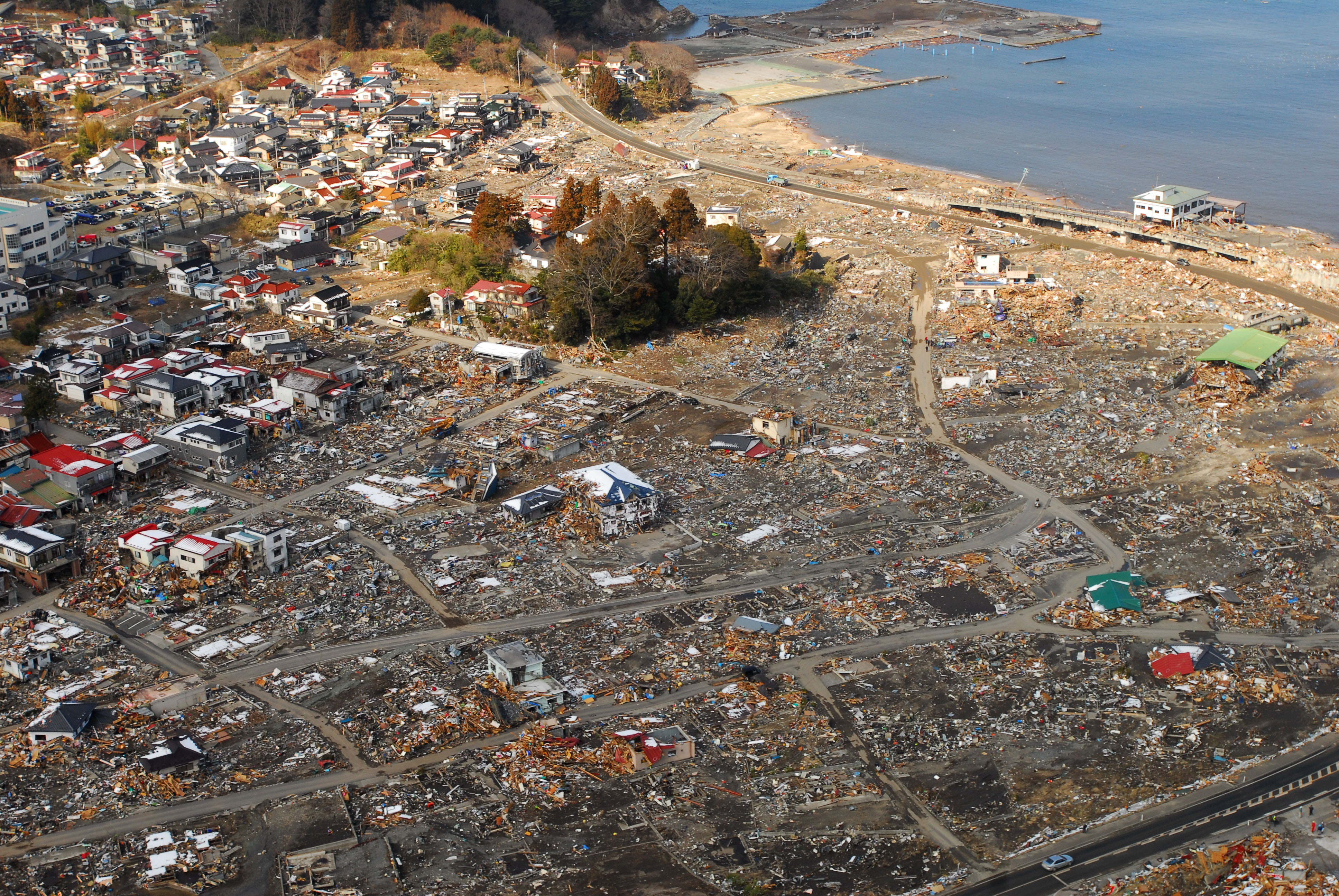
Vista aérea del distrito de Kirikiri (Ōtsuchi) tras el terremoto y el maremoto.

La Agencia de Policía Nacional japonesa confirmó 15 893 muertes, 2556 personas desaparecidas y 6152 heridos a lo largo de 18 prefecturas de Japón.
El análisis de los 13 135 cuerpos recuperados para el 11 de abril de 2011, reveló que el 92.5 % de los fallecidos murieron ahogados. Las víctimas mayores de 60 años fueron las más afectadas.
Save the Children informó que alrededor de 100 000 niños fueron desarraigados de sus casas, y muchos fueron separados de sus familias porque el terremoto ocurrió en horario escolar. 236 niños quedaron huérfanos por el desastre. El terremoto y tsunami mató 378 estudiantes primarios y secundarios, y dejó otros 158 desaparecidos. Una escuela primaria en Ishinomaki, prefectura de Miyagi, la primaria de Okawa, perdió 74 de 108 estudiantes y 10 de 13 maestros y empleados.
El Ministerio de Exterior japonés confirmó la muerte de 19 extranjeros. De nacionalidad estadounidense, canadiense, china, nor y sur coreana, paquistaní, y filipina.
Para las 9:30 UTC del 11 de marzo, la aplicación Google Person Finder, que fue usado en los terremotos de Haití, Chile, y Christchurch, Nueva Zelanda, recopiló información de los supervivientes y su localización. El registro de Next of kin (NOKR) (una organización sin fines de lucro, con un sistema de contacto para emergencias, y registro de información sobre víctimas de desastres) asistió al gobierno japonés en ubicar personas perecidas o desaparecidas.
Los funerales japoneses son normalmente elaborados en ceremonias budistas y en ellos se realiza una cremación. Los miles de cuerpos excedieron la capacidad disponible de crematorios y morgues, muchas de ellas fueron dañadas, lo que ocasionó problemas para realizar tantos funerales. Un solo crematorio en Higashimatsushima, prefectura de Miyagi, por ejemplo, pudo realizar funerales para 4 cuerpos por día, a pesar de ser requeridos muchos más. El gobierno y los militares fueron forzados a enterrar cuerpos en fosas comunes con ritos rudimentarios, pero se les prometió a los familiares que serían cremados luego con una ceremonia apropiada.
El tsunami causó muchas muertes fuera de Japón. Una persona murió en Jayapura, Papúa, en Indonesia luego de ser atrapado por la ola. Un hombre que dijo que quería fotografiar la llegada del tsunami en la desembocadura del Río Klamath, en el sur de Crescent City, California, fue tragado por el mar. Su cuerpo fue hallado el 2 de abril, 530 km al norte en la costa oceánica.
Para el 27 de mayo de 2011, tres miembros de la Fuerza Terrestre de Autodefensa de Japón murieron mientras realizaban tareas en Tōhoku. Para el 16 de diciembre de 2011, se reconocieron 922 muertes indirectamente relacionadas con el terremoto, causadas por las duras condiciones de vida después del desastre.

## Daños y efectos en Japón

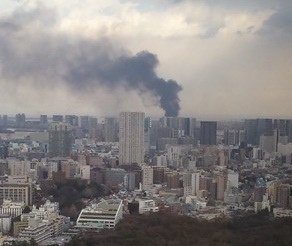
Incendios en Tokio, a más de 350 kilómetros del epicentro del terremoto.

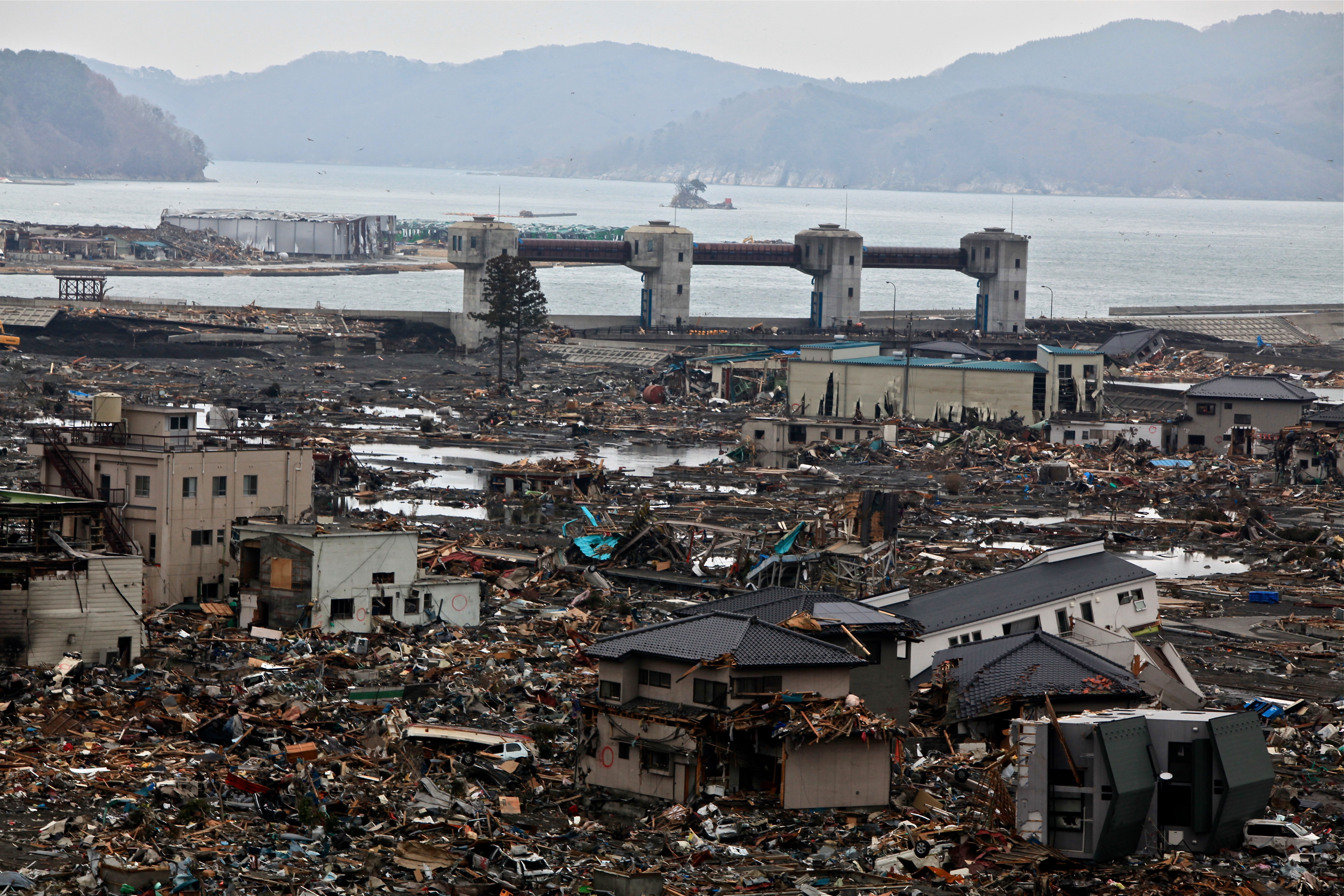
Vista de Ōtsuchi tras el terremoto y el maremoto.

El grado y extensión del daño causado por el terremoto y posterior tsunami fue enorme, con la mayor parte del daño producido por el tsunami. Vídeos de las ciudades más afectadas muestran un poco menos que una pila de escombros, con ninguna parte de las estructuras en pie. Se estima que los costos del daño ascendieron a los diez mil millones de dólares; fotos satelitales antes y después del suceso mostraron regiones devastadas por un inmenso daño. A pesar de que Japón invirtió miles de millones de dólares en muros marinos anti-tsunami que bordean por lo menos 40% de sus 34 751 km de línea costera y se levantan 12 metros de altura, el tsunami simplemente pasó por encima de los muros, derrumbando algunos en su marcha.

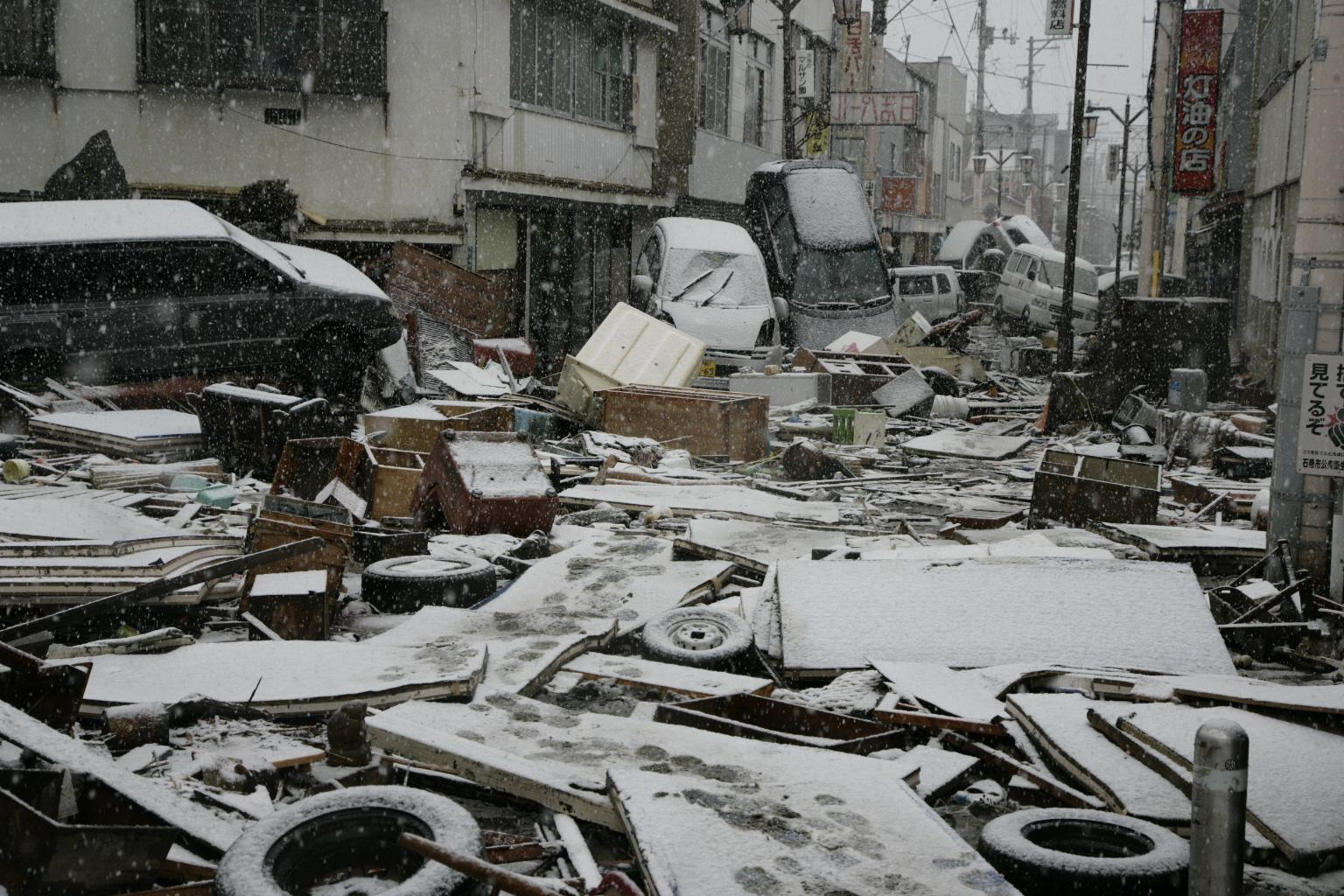
Nevada en Ishinomaki, 16 de marzo. La nieve cayó en varias zonas afectadas por el tsunami, lo que empeoró aún más las condiciones y dificultó las labores de rescate. En algunos lugares afectados llegó a nevar el mismo día del tsunami.

La agencia policial nacional japonesa dijo el 3 de abril de 2011, que 45 700 construcciones fueron destruidas y 144 300 fueron dañadas por el tsunami y el terremoto. Los daños en construcciones incluyeron 29 500 estructuras en la prefectura de Miyagi, 12 500 en la prefectura de Iwate y 2400 en la prefectura de Fukushima. Trescientos hospitales con 20 camas o más en Tohoku fueron dañados por el desastre, con 11 de ellos siendo completamente destruidos. El terremoto y tsunami crearon un estimado de 24–25 millones de toneladas de escombros y desechos en Japón.
Se estimó que 230 000 automóviles y camiones fueron dañados o destruidos en el desastre. Para finales de mayo de 2011, residentes de las prefecturas de Iwate, Miyagi, y Fukushima des-registraron 15 000 vehículos, lo que significa que los dueños los consideraron no reparables o insalvables.

### Electricidad

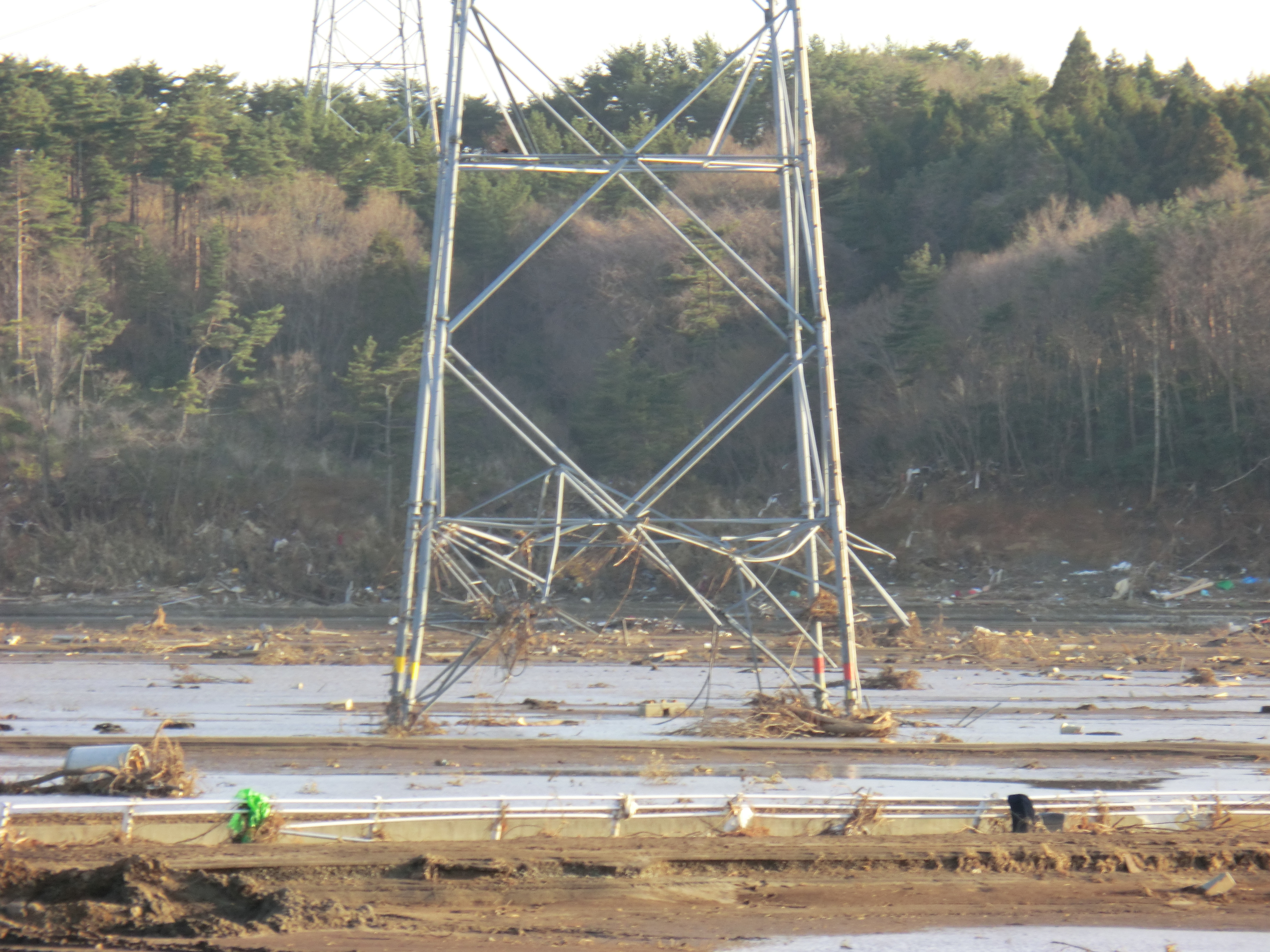
Daños en las líneas de transmisión eléctricas.

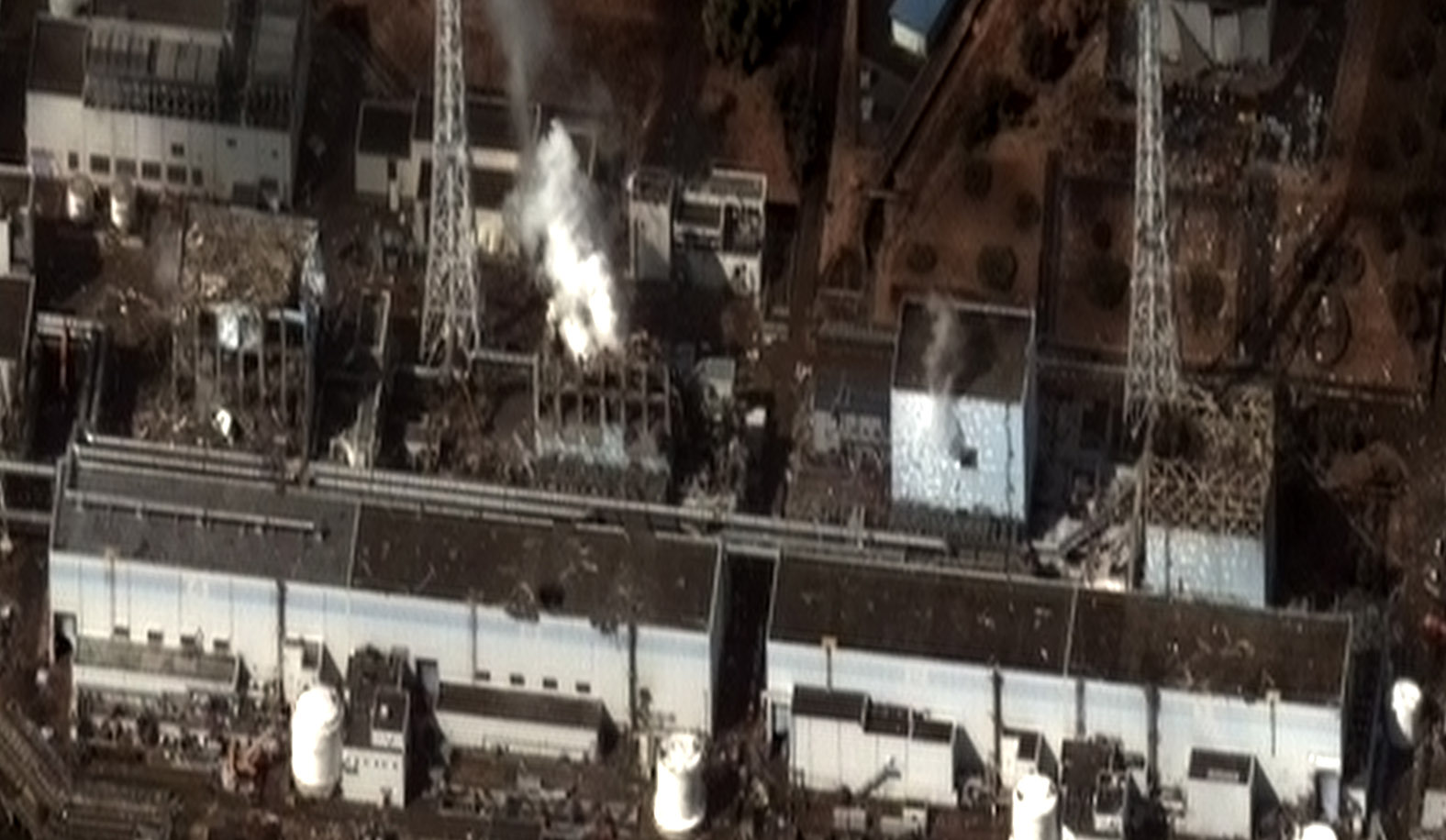
La central nuclear Fukushima I en llamas tras el tsunami.

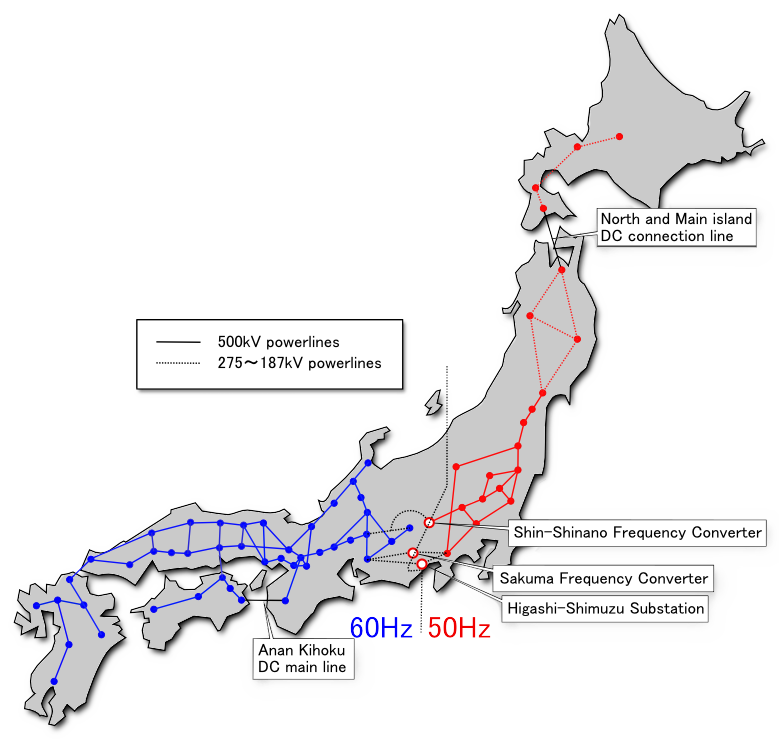
Un mapa de la red eléctrica de Japón dividida con los sistemas de 50 hertz y 60 hertz

De acuerdo a Tōhoku Electric Power (TEP), alrededor de 4,4 millones de casas quedaron sin electricidad en el noreste de Japón. Muchos reactores nucleares y plantas de energía convencional quedaron fuera de servicio después del terremoto, reduciendo la capacidad total de TEPCO a 21 GW. Los apagones rotativos comenzaron el 14 de marzo por la escasez producida por el terremoto. La Tokyo Electric Power Company (TEPCO), que normalmente provee aproximadamente 40 GW de electricidad, anunció que sólo podría proveer 30 GW. Esto se debe a que el 40 % de la electricidad del área del gran Tokio es suministrada por los reactores de las prefecturas de Niigata y Fukushima.
Los reactores de las plantas Fukushima Dai-ichi y Fukushima Dai-ni se desconectaron automáticamente de la red cuando ocurrió el primer terremoto y fueron luego dañados por el tsunami. Los apagones rotativos de tres horas afectaron a las prefecturas de Tokio, Kanagawa, este de Shizuoka, Yamanashi, Chiba, Ibaraki, Saitama, Tochigi, y Gunma. Las reducciones voluntarias de electricidad por parte de los consumidores del área de Kanto ayudó a reducir la duración prevista de los apagones.
Tōhoku Electric Power (TEP) no pudo proveer energía a la región de Kanto, porque las plantas de TEP también fueron dañadas por el terremoto. Kansai Electric Power Company (Kepco) no pudo compartir electricidad, porque el sistema opera a 60 Hz, mientras que TEPCO y TEP operan con un sistema de 50 Hz; esto se debe al temprano desarrollo industrial en 1880 que dejó a Japón sin un sistema de red unificado. Con el daño de tantas plantas de energía, pueden pasar años antes de que Japón vuelva a tener los niveles anteriores al terremoto.
En un esfuerzo por ayudar a aliviar la escasez, tres empresas del acero en la región de Kanto contribuyeron al sistema eléctrico conectando sus generadores a la red de TEPCO para distribuirlo al público. Sumitomo Metal Industries aportó 500 MW, JFE Steel 400 MW, y Nippon Steel 500 MW Los fabricantes de automóviles y autopartes en Kanto y Tohoku acordaron en mayo de 2011 operar sus fábricas los sábados y domingos y cerrar jueves y viernes para aliviar la escasez.

### Plantas de energía nuclear
El primer ministro de Japón Naoto Kan informó que se habían apagado automáticamente las centrales nucleares de Onagawa, Fukushima I y Fukushima II, y que no se había producido ninguna fuga radiactiva. En total, de las 51 centrales nucleares del país, se pararon 11 después del sismo.

#### Central nuclear de Fukushima I y II

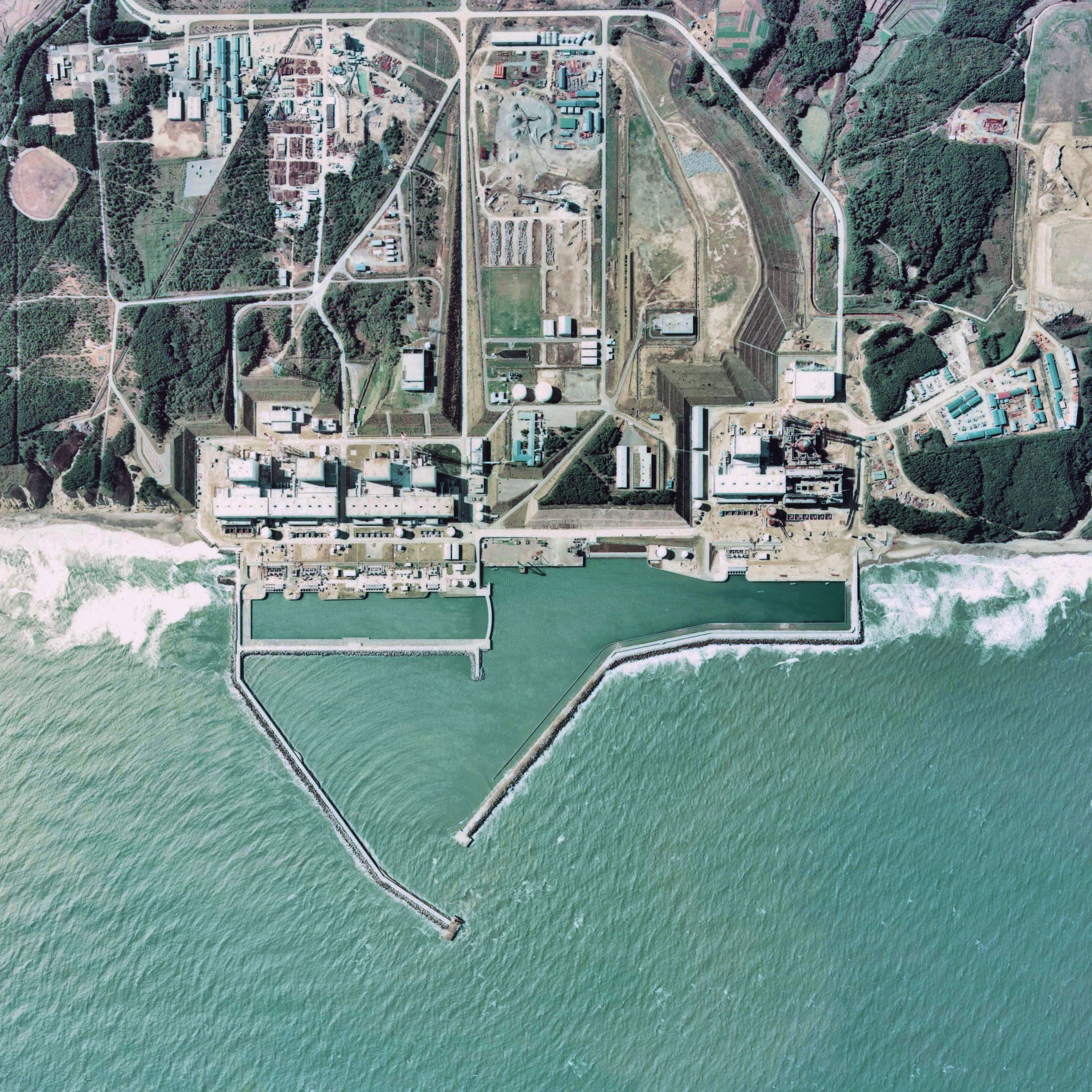
Accidente de Fukushima. Un fallo en el sistema de refrigeración de varios reactores de Fukushima I, provocaron una fusión del núcleo y fugas radiactivas. El gobierno japonés realizó una evacuación masiva y declaró zona de emergencia en la región.

Se declaró el estado de emergencia en la central nuclear de Fukushima 1 de la empresa Tokyo Electric Power (TEPCO) a causa de la falla de los sistemas de refrigeración de uno de los reactores, en un principio se habían evacuado a los 3000 pobladores en un radio de 3 km del reactor. Durante la mañana del día 12 se aumentó a 10 km, afectando a unas 45 000 personas, pero al producirse una explosión en la central, las autoridades decidieron aumentar el radio a 20 km. El reactor es refrigerado mediante la circulación de agua a través de su combustible nuclear, se detectó una alta presión de vapor en el reactor alrededor de 2 veces lo permitido.
La empresa Tokyo Electric Power evaluó liberar parte de este vapor para reducir la presión en el reactor; este vapor puede contener material radiactivo. Los niveles de radiación en el cuarto de control de la planta se han informado de ser 1000 veces por encima de los niveles normales, y en la puerta de la planta se encontraron niveles 8 veces superiores a los normales, existiendo la posibilidad de una fusión del núcleo. Esto implicaría que el núcleo, que contiene material radiactivo, se derrita a grandes temperaturas (1000 Celsius), corriendo el riesgo de que la protección se destruya produciendo un escape radiactivo.
En la tarde del día 12 (11h UTC) se produjo una explosión en la central que derribó parte del edificio, y el radio de prevención se aumentó a 20 km, después de la explosión las autoridades confirman que los niveles de radiación han disminuido. Las autoridades avisaron de una posible segunda explosión e informaron que estaban investigando la fusión no controlada en el interior de dos reactores.
Posteriormente, las autoridades dieron una categoría de 4 en una escala de 7 en la escala internacional de accidentes nucleares (INES) evacuando a más de 45 000 personas y comenzando a distribuir yodo, elemento eficaz en contra el cáncer de tiroides derivado de la peligrosa radiación nuclear. Se calificó este incidente como el más grave desde el accidente de Chernóbil. El lunes 11 de abril, el gobierno japonés elevó el nivel INES de 5 a 7, el mismo que tuvo el accidente de Chernóbil, y el más alto que existe.

#### Central nuclear de Onagawa
Se informó de un incendio en el edificio de turbinas de la central nuclear de Onagawa, que está en un edificio separado al reactor nuclear, en Miyagi, información que se contradice con la declaración del gobierno japonés. Según la legislación nipona, solo se declara emergencia ambiental cuando ha existido fuga de material radiactivo o falla en los circuitos de la central.

#### Central nuclear de Tōkai
El día 13 de marzo la central nuclear de Tōkai, situada en la prefectura de Ibaraki, tuvo un incidente debido al terremoto y uno de sus dos sistemas de refrigeración dejó de funcionar con normalidad. La operadora de la planta, Japan Atomic Power, indicó que este segundo sistema sería suficiente para mantener la central sin problemas.

### Presas y agua

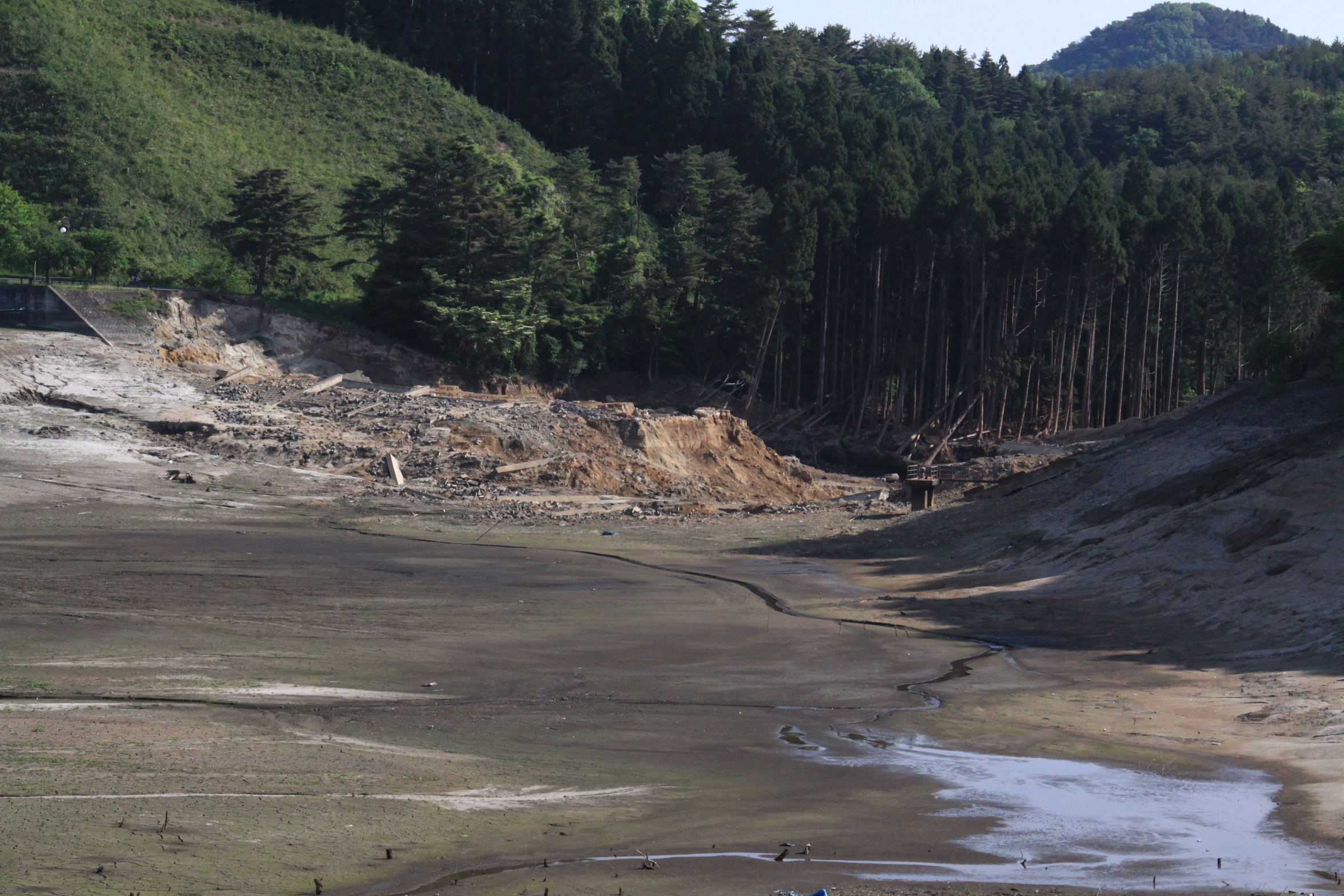
Derrumbre de la Presa Fujinuma en Sukagawa.

La presa Fujinuma en Sukagawa, prefectura de Fukushima fue dañada, causando inundaciones y llevándose cinco casas. Provocando ocho desaparecidos. El 12 de marzo, se inspeccionaron 252 presas y se descubrieron rajaduras leves en la cima de 6 presas de presa de materiales sueltos. Todas las presas dañadas funcionaron sin problemas.
Luego de la calamidad, por lo menos 1.5 millones de casas perdieron el acceso al agua potable. Para el 21 de marzo de 2011 este número cayó a 1.04 millones.

### Turbinas de viento
Ninguna de las turbinas comerciales de viento de Japón, con un total producido de 2300 MW en capacidad nominal, falló como resultado del terremoto y posterior tsunami, incluyendo la granja marina eólica de Kamisu alcanzada por el tsunami.

### Telecomunicaciones

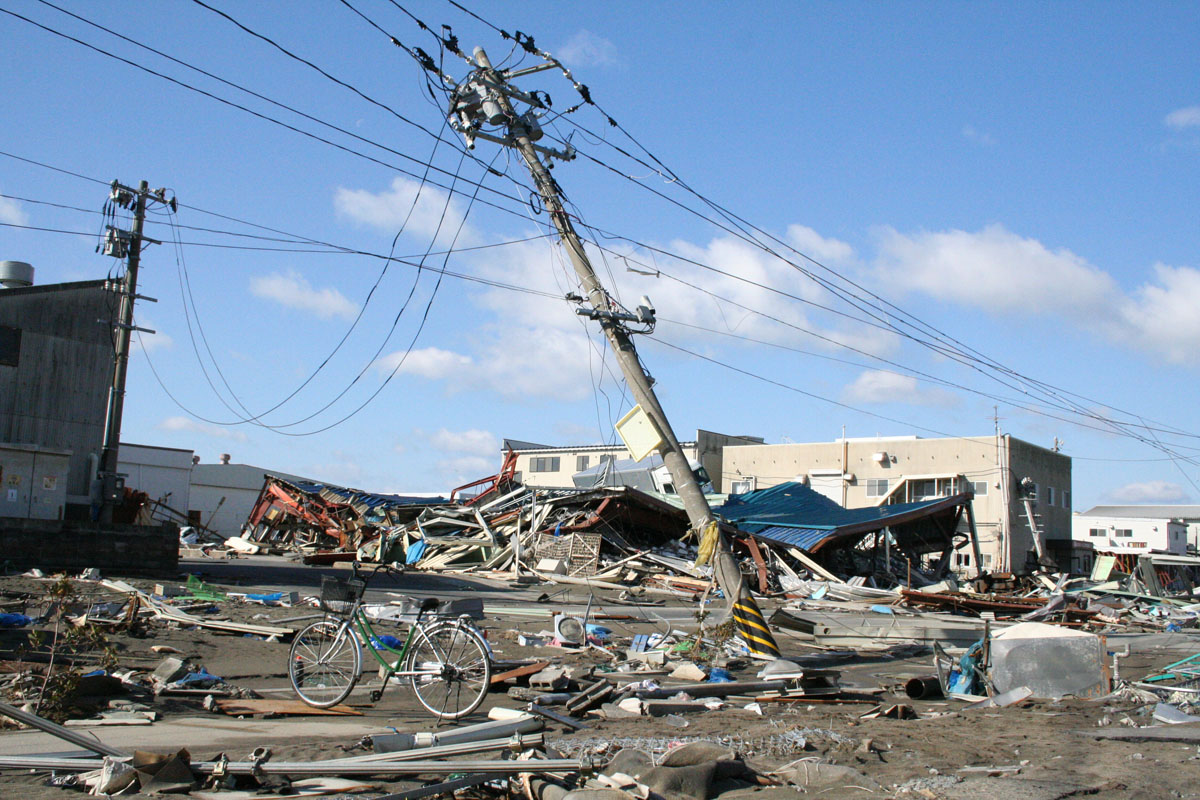
Líneas caídas en Ishinomaki.

Los celulares y el servicio de teléfono de línea sufrieron los mayores cortes en el área afectada. El día del terremoto, la cadena estadounidense NPR no logró llegar a nadie en Sendai mediante teléfono o Internet. Los servicios de Internet fueron poco afectados en áreas donde las estructuras básicas quedaron en pie, a pesar de que el terremoto dañó muchas porciones del sistema de cables submarinos que llegaban a las zonas afectadas; estos sistemas fueron capaces de re-enrutarse alrededor de los segmentos afectados hacia enlaces redundantes. En Japón, solo unas pocas páginas fueron inicialmente inaccesibles. Muchos proveedores de puntos de acceso a Wi-Fi reaccionaron al terremoto liberando el acceso a sus redes, y algunas telecomunicaciones internacionales y compañías VoIP ofrecieron llamadas gratis a Japón (y en algunos casos desde Japón) por un tiempo limitado.

### Infraestructura de transporte
La red de transporte japonesa sufrió innumerables daños. Muchos tramos de la Autovía de Tōhoku, que presta servicio a la zona norte de Japón quedaron dañados tras la catástrofe.

#### Puertos

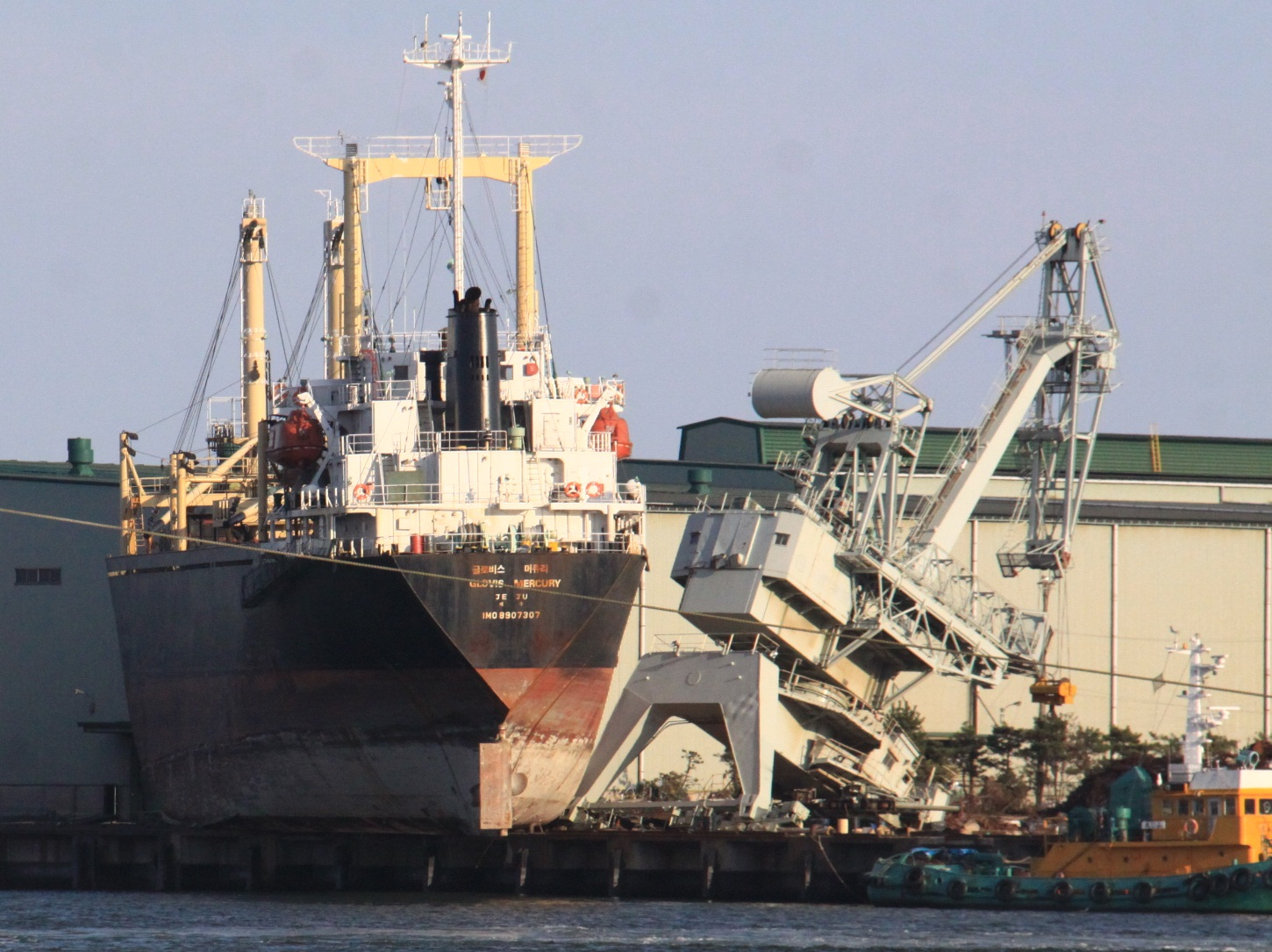
Barco y grúa dañados en un puerto de Sendai.

Todos los puertos de Japón cerraron brevemente luego del terremoto, luego algunos como el de Tokio o los puertos del sur reabrieron. Quince se localizaron en la zona de desastre. Los puertos del noreste de Hachinohe, Sendai, Ishinomaki y Onahama fueron destruidos, mientras que el puerto de Chiba (que sirve a la industria de los hidrocarburos) y el noveno puerto de contenedores de Japón, Kashima fue afectado. Los puertos de Hitachinaka, Hitachi, Soma, Shiogama, Kesennuma, Ofunato, Kamashi y Miyako fueron dañados y cerrados. Todos los 15 puertos reabrieron para tráfico limitado de barcos, el 29 de marzo de 2011. Un total de 319 puertos de pesca, alrededor del 10 % de los puertos de pesca de Japón, fueron dañados por el desastre.
El puerto de Tokio sufrió pequeños daños; los efectos del terremoto provocaron una visible columna de humo saliendo de un edificio del puerto y partes de este fueron inundadas, incluyendo licuefacción de suelo en el parque de estacionamiento de Tokyo Disneyland.

#### Aeropuertos
Una ola del tsunami anegó el Aeropuerto de Sendai a las 06:55 UTC, alrededor de 1 hora después del seísmo inicial. Además, el tsunami también afectó a la Base Aérea de Matsushima, en la que 18 cazabombarderos Mitsubishi F-2 de la Fuerza Aérea de Autodefensa de Japón, así como otras aeronaves, resultaron dañadas.
Los principales aeropuertos de Japón, Aeropuerto Internacional de Narita y el Aeropuerto Internacional de Haneda suspendieron las operaciones tras el temblor y todos sus vuelos fueron desviados a otros aeropuertos durante un periodo de 24 horas. Diez aviones de pasajeros que tenían previsto inicialmente aterrizar en Narita fueron desviados a la Base Aérea de Yokota.

#### Sistemas férreos

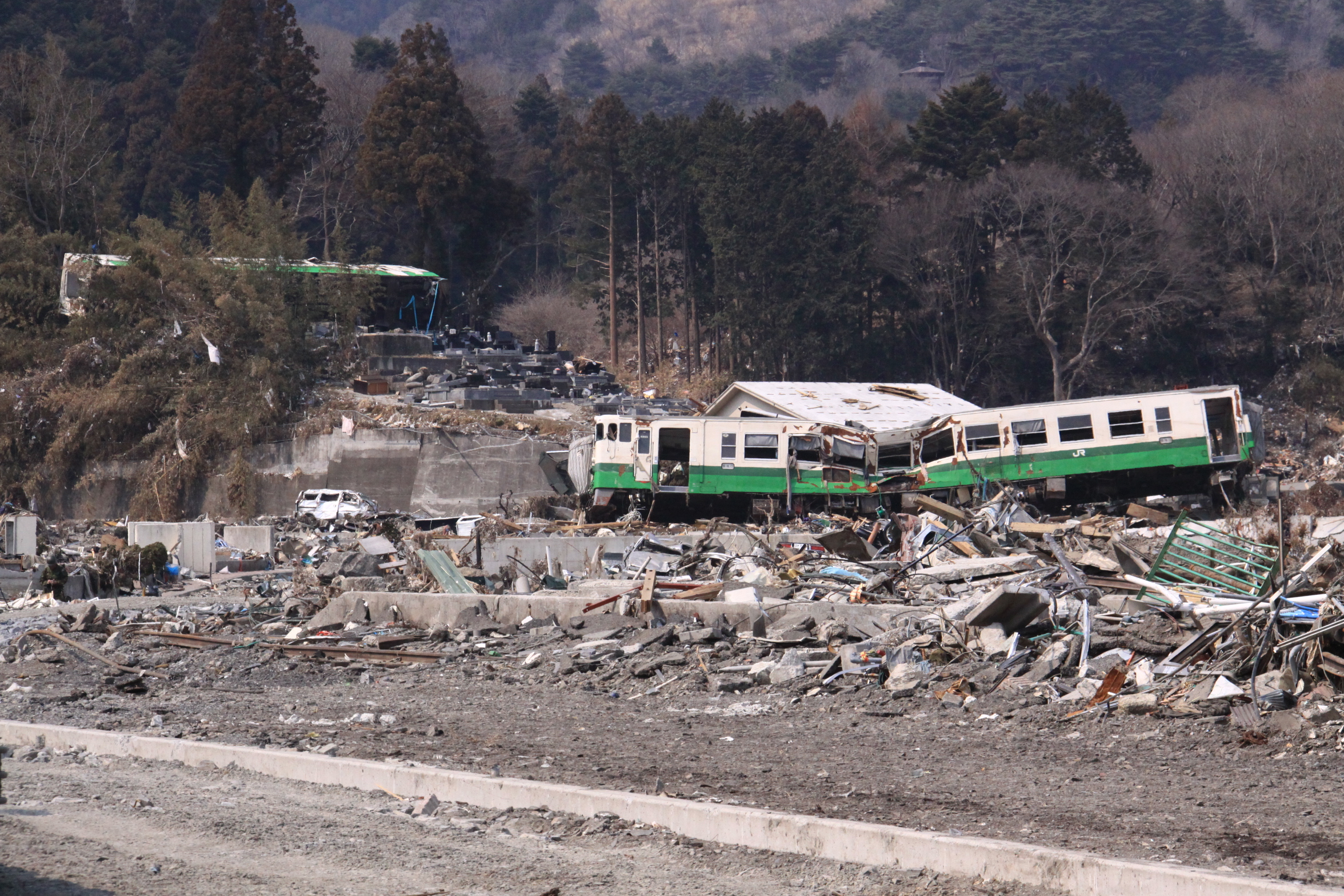
Tren arrastrado por el tsunami de la estación de Onagawa.

Los servicios del tren bala Shinkansen con origen y destino Tokio fueron suspendidos, aunque no se produjeron descarrilamientos. Los servicios de viajeros metropolitanos de Tokio fueron suspendidos, lo que provocó que el portavoz del Gobierno japonés, Yukio Edano, pidiera a los ciudadanos de Tokio que se resguardaran en lugares seguros como oficinas, al tiempo que hizo un llamamiento para que la gente no hiciera esfuerzos «demasiado duros» para volver a sus hogares y advirtió que, si todo el mundo optase por regresar a sus casas, las aceras podrían tener la misma imagen que los vagones repletos en hora punta. Otros servicios de tren en diferentes partes de Japón fueron también suspendidos.

### Economía

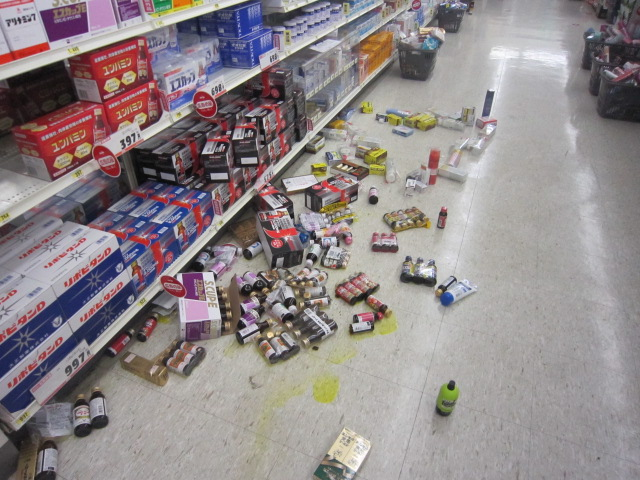
Efectos del terremoto en un supermercado en Chiba.

Según el Fondo Monetario Internacional, el daño causado por las catástrofes será equivalente a entre el 3 % y el 5 % del PIB de Japón, organismo que asimismo disminuyó el crecimiento esperado para ese país, pasando del 1,6 % al 1,4 %.

#### Mercados financieros
El índice Nikkei de Japón presentó una caída de futuros del 5 % en el comercio del mercado secundario. Otros mercados bursátiles del mundo también sufrieron bajadas por las consecuencias del terremoto; el mercado alemán DAX perdió un 1,2% y cayó hasta los 6.978 puntos en pocos minutos. El mercado bursátil de Bombay o Sensex de India también sufrió un retroceso del 0,84%. Los precios del petróleo también cayeron como consecuencia del terremoto japonés, bajando en el mercado de los Estados Unidos, con un descenso de hasta USD$ 99,01 dólares al cierre desde USD$100,08 de cotización al mediodía, así como la caída del barril de Brent bajando USD$2,62 hasta los USD$112,81. En Hong Kong, el Secretario de Finanzas John Tsang advirtió a los inversores de que fueran cautos, ya que el terremoto solo representaría un impacto a corto plazo en mercado bursátil local.

#### Pesca

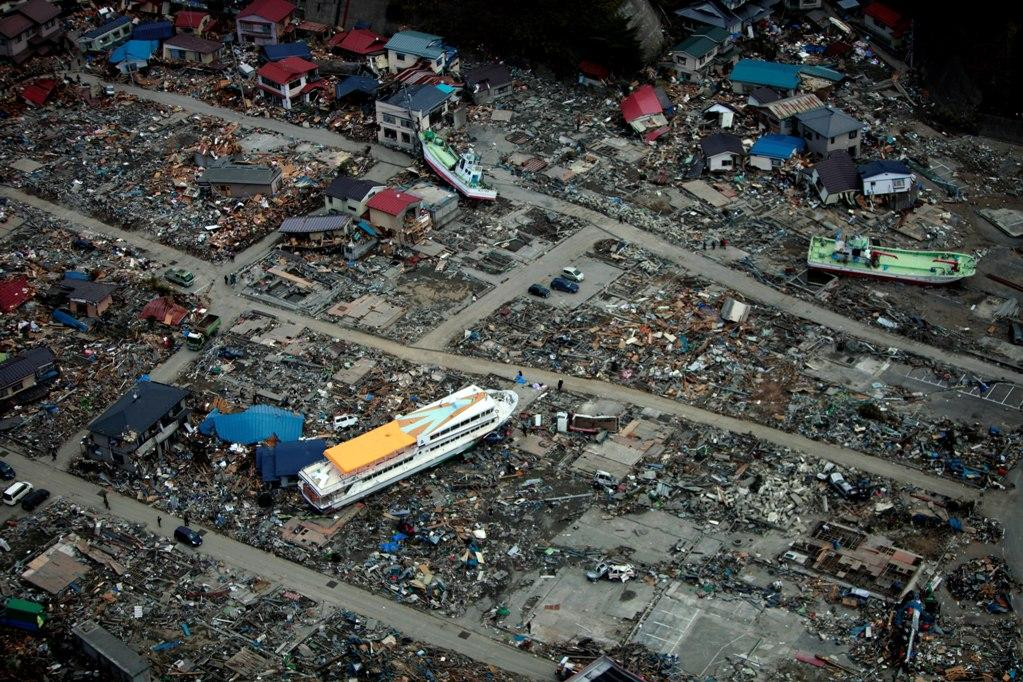
Vista de Miyako tras el terremoto y tsunami de Japón de 2011.

El sector pesquero se vio afectado, hablándose de bajas en las ventas regionales de hasta un 40 %, prohibiendo dos provincias la pesca debido a que se registraron niveles de radiactividad en ejemplares capturados superiores al límite permitido. Por ejemplo, en la ciudad costera de Miyako solo sobrevivieron entre 30 y 60 barcos de la flota pesquera compuesta por 960 barcos.
Algunas de las imágenes más famosas del tsunami, retransmitidas por todo el mundo, se filmaron en Miyako. Muestran una ola negra que corona la cresta y desborda un dique, arrastrando vehículos, seguido del vuelco de un barco pesquero al impactar contra el dique sumergido y luego aplastado al ser forzado a pasar bajo un puente. 

### Centro espacial
El JAXA (Japan Aerospace Exploration Agency o Agencia Aeroespacial y Exploración de Japón) evacuó el Centro Espacial Tsukuba en Tsukuba, Ibaraki. El centro, que tiene un cuarto de control que controla la International Space Station, fue cerrado, y se reportaron algunos daños. El 21 de marzo, el centro de control Tsukuba reanudó sus operaciones para la estación espacial Kibo laboratory y la nave de carga HTV.

### Culturales

#### Competiciones deportivas
El Campeonato Mundial de Patinaje Artístico sobre Hielo de 2011, estaba previsto que se realizase entre el 21 y el 27 de marzo de 2011 en Tokio, pero la Unión Internacional de Patinaje sobre Hielo trasladó el evento a Moscú, tras la decisión de la representación alemana de no asistir, siguiendo las recomendaciones de no viajar a Japón.

## Efectos del tsunami en países del Pacífico
Luego del terremoto las olas del tsunami avanzaron en todas direcciones por todo el océano Pacífico, impactando primero en Japón y por último en Chile. A continuación se encuentran los efectos en los diferentes países:
- Indonesia: Una persona muerta y destrucción de varias viviendas y al menos un puente en la provincia de Papúa.[144]
- Estados Unidos: Se registró un muerto y algunas pérdidas materiales en las costas de Oregón. Los pescadores registraron a su vez daños materiales en sus botes, y se llevó a los turistas a las plantas altas de los hoteles.[145] También se encontró un incremento inusual en la radiación sobre algunas costas de California, el gobierno alentó a la población en no preocuparse ya que la cantidad radiactiva no es dañina a la población.[146][147]
- México: Se registraron olas de hasta un metro de altura, ligeros desbordes y entradas de mar sin embargo no fueron de consideración importante y no se registraron mayores problemas, aun con todo esto se activó un plan de alerta por si las condiciones de riesgo aumentasen en aras de un posible tsunami, pero no hubo mayores inconvenientes que ameritaran emergencia tacita.[148]
- Guatemala: Las jornadas escolares en colegios cercanos a la costa fueron suspendidas, al igual que la pesca artesanal. Las costas permanecieron bajo la alerta amarilla. Sin embargo tampoco hubo daños ni olas de gran magnitud por lo que el gobierno levantó la alerta.[149]
- El Salvador: El Gobierno salvadoreño emitió una alerta tras la noticia del terremoto ante un posible incremento del oleaje en la costa del territorio, pero la advertencia fue suspendida después de que los efectos fueran ligeros alrededor de las 16:00, hora local.[150][151]
- Costa Rica: El Gobierno costarricense decretó alerta verde por el posible tsunami, pero no movilizó población costera para mantener la calma. Únicamente se recomendó no entrar al mar y se cerraron reservas marinas que recibían turistas[152] Se esperaba el arribo de las olas a eso de las 16:00 (22:00 GMT), aunque rápidamente se descartó la posibilidad de que golpearan con fuerza. Poco después de la llegada del oleaje (olas de no más de 50 cm), la Comisión Nacional de Emergencias costarricense levantó la alerta de tsunami[153] Aunque en principio no se supo de ningún efecto, pocos días después llegaron los informes de pequeños botes de pesca artesanal destruidos al chocar con la costa. Pero lo más impactante fue el reporte del daño a una joya marítima del país. Un tómbolo con forma de cola de ballena ubicado en el Pacífico Central desapareció.[154] Este tómbolo se produce por la convergencia de dos corrientes con distinto sentido, sin embargo, las olas del tsunami causaron el cambio en una de ellas, por lo que en este momento no convergen evitando que se muestren los más de 400 m de tierra que formaban el canal seco. Las autoridades aún no han recibido informes científicos, por lo que no se sabe si el suceso será permanente o solo temporal.[155]
- Colombia: Los departamentos de Chocó, Valle del Cauca, junto con el de Nariño, se pusieron en alerta por la llegada de la ola a las costas colombianas. Los organismos de control, junto con la policía y el ejército, se prepararon para la llegada del oleaje, aunque se retrasaron. El tránsito de embarcaciones turísticas fue suspendido, así como el de la pesca artesanal. Las olas sin embargo fueron imperceptibles.[156]
- Ecuador: El fuerte oleaje llegó hasta las islas Galápagos a las 18:00 locales (00:00 GMT), el mar se retiró unos 30 metros y luego alcanzó algunas zonas urbanas, donde provocó daños materiales pero no peligraron las vidas humanas debido al operativo.[157][158][159]
- Perú: El Gobierno peruano declaró en alerta la Costa Verde en Lima, y las costas de Trujillo, Chiclayo, Chimbote y Huarmey, Ica, Mollendo e Ilo. Se produjo un gran aumento del oleaje en el sur del país declarando la alerta también para los pescadores de los puertos de Matarani e Ilo y el cierre temporal del puerto de Mollendo.[160]
- Chile: Se dio alerta de tsunami en isla de Pascua donde la población fue llevada al aeropuerto, ubicado a 45 metros sobre el nivel del mar. Se levantó por la madrugada. En Chile Continental, las ciudades más afectadas por el tsunami fueron Puerto Viejo, Dichato y Coliumo. Además se reportó entradas del mar en algunas ciudades del centro y sur de Chile hasta por 100 metros,[161][162] quedaron afectadas aproximadamente 200 viviendas, pero sin ningún daño a las personas.

## Reacción internacional
Diferentes países expresaron su solidaridad con el pueblo de Japón, y algunos enviaron ayuda.
- Alemania: Envió un equipo de especialistas en búsqueda y rescate pertenecientes al Technisches Hilfswerk.[163]
- Argentina: Los Cascos Blancos fueron mandados como ayuda de rescate.[164][165]
- Australia: Envío de la fragata HMAS Sydney y del buque de aterrizaje HMAS Tobruk para llevar helicópteros, ingenieros del Ejército y equipos médicos.[166]
- Estados Unidos: Trasladó más cerca los buques de guerra para proporcionar la ayuda, incluyendo el portaaviones Ronald Reagan. La secretaria de estado Hillary Clinton anunció que Estados Unidos enviaría a Japón el refrigerante necesario para la central nuclear en Fukushima.[166] También, un equipo de bomberos de Los Ángeles se trasladó a Japón.[167]
- Francia: Envío dos equipos de la Sécurité Civile, de Brignoles (UIISC 7) y de Corte (UIISC 5). Japón no quiso de sus perros de búsqueda y rescate por razón sanitaria, oficialmente.[cita requerida]
- México: México envió un equipo de búsqueda y rescate. La brigada Los Topos estuvo compuesta por ocho expertos en búsqueda y rescate, dos ingenieros especialistas en evaluación de estructuras y cinco perros de búsqueda, según una nota de la Embajada de México en Tokio.[168][169]
- Nueva Zelanda: Envío de un equipo de búsqueda y rescate que había pasado las últimas tres semanas buscando los edificios tras el terremoto de Christchurch de 2011, y 15 toneladas de equipo de rescate.[166]
- Reino Unido: Envió 70 equipos de rescate, incluyendo además dos perros de búsqueda, un equipo de apoyo médico y 11 toneladas de equipo de rescate especializado.[170][171] En ese país, la información acerca de lo que lo ha sido descrito como una catástrofe dominó las noticias por varios días, centrándose en los efectos humanos y económicos. Por ejemplo, recibió mucha divulgación el comentario del primer ministro japonés que esto es «La peor crisis en el Japón desde la Segunda Guerra Mundial».[172] Posteriormente las noticias y comentarios comenzaron a incluir una preocupación acerca de un posible desastre nuclear.[173]
- Suiza: Envió ayuda a Japón.[166]
- Uruguay: El gobierno de Uruguay envió 4600 latas de carne enlatada para ayudar a los damnificados por el tsunami.[174]